# 田勢康弘
田勢 康弘（たせ やすひろ、1944年10月8日 - 2023年2月8日）は、日本の政治ジャーナリスト、日本経済新聞客員コラムニスト。

## 経歴
- 1944年、満洲国の黒竜江省生まれ[1]。父の仕事の都合で小学校5年から中学校1年の13歳まで青森市久栗坂で育つが、父の死をきっかけに当時母親の実家のあった山形県荒砥町（現在の白鷹町）に転居、その後一家で上京した。
- 東京都立立川高等学校、早稲田大学政治経済学部を卒業後、日本経済新聞社に入社。政治部記者、ワシントン特派員、ワシントン支局長、政治部次長、編集委員、論説副主幹、コラムニストを歴任し、2006年3月に退社[1][2]。同年4月から4年間早稲田大学大学院公共経営研究科教授を務める。2010年3月31日同大を解職[3][4]。現在は日本経済新聞の客員コラムニストとして活動[2]。
- 1996年に日本記者クラブ賞を受賞し、ハーバード大学国際問題研究所フェローとして米国に滞在した[2][5]。
- ワシントン駐在の経験などを通し、特に1990年代以降、積極的な言論活動を行う。
- 2023年2月8日、心不全のため横浜市内の病院で死去[6][7]。78歳没。

## 人物
- 政治の質が落ちていった理由の一つに、政治ジャーナリズムに責任があるとし、その原因は政治ジャーナリズムが政治と政界を混同しているために、世間との常識に隔離ができてしまうためと指摘している。その弊害から脱するため、記者クラブ依存体質からの脱却を提案している。
- また、1990年代に「自由民主党羽田派の離党による非自民連立政権が組織される」などの政局予想小説を書いて、後日その予想が的中した事で話題となった覆面作家黒河 小太郎（くろかわ こたろう）の正体が自分であったことを後に告白している（現在単行本は黒河名義、文庫版は田勢名義で出されている[8]）。
- ハーバード大学に入る際、宮澤喜一に推薦状に署名をしてもらった。この際、宮澤から英文の冠詞の間違いを指摘され、修正させられた[9]。
- 2005年（平成17年）の衆院選より、『筑紫哲也NEWS23』（TBS）の選挙前予想スペシャルにてコメンテーター（予想屋）を務める。以降、『報道ステーション』（テレビ朝日）など他の番組でもコメンテーターを務めるようになった。
- 2007年（平成19年）の参院選でも、他の予想が「与党やや不利」であったが「小沢民主の圧勝（自民39:民主56）」を予想し、こちらもほぼ的中している。
- FACTA誌において、「売文業　あべ首（こうべ）」「無一物爺」名義で執筆している。
- 岡田卓也を理事長とする公益財団法人イオン環境財団の評議員[10]を務めていた。
- 2016年2月29日、高市早苗総務相のいわゆる「電波停止」発言に抗議するジャーナリストらが会見を開いた際には、会見には参加しなかったものの呼びかけ人の一人に名を連ねている[11]。
- 田勢が亡くなる前日には、政治評論家の森田実も亡くなった[12][13]。二日続けて平成を代表する政治ジャーナリストがこの世を去ったことになる。
- 歌謡曲やポピュラー音楽への造詣が深く、「清志郎」名義で作詞家としても活動していた[14]。名の由来は忌野清志郎の大ファンだったため[15]。

## 著書
- 『豊かな国の貧しい政治』日本経済新聞社 1991 のち新潮文庫
- 『政治ジャーナリズムの罪と罰』新潮社 1994 のち新潮文庫
- 『総理の座』文芸春秋 1995 のち文庫
- 『指導者論』新潮社 1996 「だれが日本を救うのか」新潮文庫
- 『総理執務室の空耳 黒河小太郎政治小説集』新潮文庫 1996
- 『ジャーナリストの作法』日本経済新聞社 1998 「ジャーナリストの冒険」新潮OH!文庫
- 『島倉千代子という人生』新潮社 1999 のち文庫
- 『次は女に生まれたい』中央公論新社 2000
- 『国家と政治 危機の時代の指導者像』NHK出版新書 2011

### 共編著・監修
- 『政治の出番』浅野史郎共著 日本経済新聞社 1999
- 『メディアと政治 日米メディア・ダイアローグ』クレイ・チャンドラー共編著 明石書店 1999
- 『指導力 時代が求めるリーダーの条件』北岡伸一共著 日本経済新聞社 2003
- 『総理の演説 1945～2015 所信表明・施政方針演説の中の戦後史』監修・解説　バジリコ、2015.8

## 出演番組
- 田勢康弘の週刊ニュース新書（テレビ東京、2008年4月 - 2016年3月）
- 大沢悠里のゆうゆうワイド（TBSラジオ、「ゆうゆう政経塾」コメンテーター）

## その他
- 愛猫家として知られており、田勢が番組ホストを務める「週刊ニュース新書」（現「田勢康弘の週刊ニュース新書」）で、「スタジオ内でネコを自由に歩き回らせる」という演出を提案し、実現している。なお、この際に田勢が飼っているネコを出演させることを提案したが、妻の反対によりタレントネコが出演することとなった。
- 山崎ハコと交友があり、田勢が作詞を担当した「山形・白鷹 おらだのふるさと」という楽曲も発表されている[16]。